# Vodice nad Kamnikom
Vodice nad Kamnikom je naselje v Občini Kamnik.